# جاك هينيسي
جاك هينيسي (بالإنجليزية: Jack Hennessy)‏ هو مهندس معماري أسترالي، ولد في 21 أبريل 1853، وتوفي في 1924.